# 김가영 (당구 선수)
김가영(金佳映, 1983년 1월 13일 ~ )은 대한민국의 여자 당구 선수이다. 서울에서 태어났다. 당구장을 운영하는 아버지의 권유로 초등학교 4학년 때부터 큐를 잡았으며, 포켓볼은 중학교 2학년 때부터 시작했다. 2001년 고교 졸업 후 대만으로 건너가 활동하였으며, 2003년부터는 미국 무대에서도 활동하였다. 2009년과 2011년 미국 여자프로당구협회(WPBA) 랭킹 1위에 올랐다. 2006년과 2010년 아시안 게임에 출전하여 은메달을 땄다.
독기 있게 당구를 친다 하여 대만에서 ‘작은 마녀(중국어: 小魔女)’라는 별명을 얻었다. 2001년 인천 문학정보고등학교를 졸업하였으며, 2011년 한국체육대학교 레저스포츠학과에 입학하였다.

## 방송 출연
- 댄싱 위드 더 스타 시즌2 (2012년, MBC)